# 重瞳
重瞳（ちょうどう）とは、一つの眼球に二つの瞳孔がある眼の症例。

## 医学的な症例

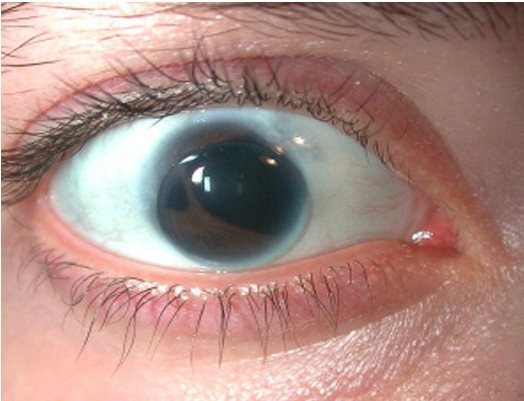
重瞳の瞳。茶目の中に黒い瞳孔が2つ見える

医学的には、多瞳孔症といい、瞳孔が二つ以上になる症例も存在する。原因は先天的である場合と、事故など物理的衝撃を受けて虹彩離断が著しく悪化した後天的である場合とがある。虹彩離断では物が二重に見えるという症状を呈するため、外科的手術が必要となる。

## 「貴人の相」
明らかな異相であるが、特に古代の中国においては貴人の身体的特徴として表現されることが多い。
漢籍が多く入ってきた日本でも、これを承けて歴史上の有名人物を重瞳だったとする流説があり、後世のフィクションなどで、『壇ノ浦夜合戦記』で源義経が、幸田露伴の『蒲生氏郷』 で豊臣秀吉が重瞳だったという設定となっている。軍記物の例では、『関八州古戦録』巻三において、常陸国久下田城城主の久下田蟠龍斎（水谷正村）の左眼が重瞳であり、「金骨の相」として記述されている。
古代中国の王には、重瞳に限らず常人とは異なった身体的特徴、たとえば、文王は四乳といって乳首が四つあったといわれ、禹は三漏といって耳の穴が三つあったなどの伝承が多く残されている。

### 批評
中国の文学者であり歴史家でもある郭沫若は、「項羽の自殺」という歴史短編で、重瞳とは「やぶにらみ」のことであろうと言っている。
作家の海音寺潮五郎は、徳川光圀、由井正雪などについても重瞳であったという説を紹介した上、「ひとみが重なっている目がある道理はない。おそらく黒目が黄みを帯びた薄い茶色であるために中心にある眸子がくっきりときわだち、あたかもひとみが重なっている感じに見える目を言うのであろう」と論じている。

### 中国史上の重瞳だったと言われる人物
中国史上に記載された重瞳を持つ人物（時間の前後に従って並べた）：
- 蒼頡 - 伝説中の黄帝の史官、漢字の創造者で重瞳四目とも言われる。[4]
- 虞舜 - 伝説中の五帝の一、姓は姚、名は重華。[5]
- 顔回 - 『劉子』[6] 巻五に見える。
- 項羽（紀元前232年 - 紀元前202年） - 秦末に一度、中国の統治権力を握った“西楚の霸王”、後人の詩文中には常に「楚の重瞳」と称する。[7]。『資治通鑑』にも記述が見られる。
- 王莽 - 『論衡』巻十六に、「虞舜は重瞳、王莽も亦（ま）た重瞳」と載せる。
- 黄初平（328年－386年） - 浙江の著名な道士。一説に、重瞳によって罪を犯した霊魂を捜索することができ、ついに仙道を得たという。香港人は「黄大仙」と呼ぶ。
- 呂光（338年－399年） - 後涼の君主。前秦の王猛が呂光に会った際、その両目が重瞳だという異相を認めた。[8]
- 沈約 - 左眼が重瞳だった。[9]
- 楊大眼 - 北魏の名将。
- 智顗 - 隋代の高僧。
- 魚倶羅 - 隋の名将。[10]
- 劉崇 - 五代十国の時の北漢の世祖。[11]
- 朱友孜 - 後梁の太祖朱温の第八子。[12]
- 李煜（937年 - 978年） - 南唐末代の君王、著名な詞人、字は重光、一方の眼が重瞳だったと記載されていることによる。[13]
- 明玉珍 - 元末の軍事人物。[14]
- 明の成祖朱棣 - 小説『続英烈伝』中に記載されていたことがある。
- 顧炎武（1613年－1682年） - 明末清初の著名な思想家・歴史家・言語学者。明末清初三大儒の一人。